# Datis nuperrime
Datis nuperrime (1956) é uma encíclica do Papa Pio XII sobre a invasão soviética da Hungria para suprimir a Revolução Húngara de 1956. Esta é uma segunda encíclica protestando contra a opressão do povo húngaro. O papa Pio, como em seus protestos anteriores, não menciona a União Soviética pelo nome. 

## Citações da Encíclica
- Mas ultimamente as notícias têm chegado até nós, o que enche o nosso coração de dor e tristeza. Está novamente a ser derramado nas cidades, vilas e aldeias da Hungria, o sangue dos cidadãos, que anseiam com todo o coração pela sua legítima liberdade. Instituições nacionais que tinham acabado de ser restauradas, foram de novo derrubadas e violentamente destruídas. Um povo cheio de sangue foi uma vez mais reduzido à escravatura pelo poder armado dos estrangeiros.
- Não podemos deixar de lamentar e condenar, pois assim a Nossa consciência do Nosso ofício nos licita, estes infelizes acontecimentos que enchem todos os católicos e todos os povos livres da mais profunda tristeza e indignação. Que aqueles cujos mandamentos causaram estes trágicos acontecimentos, se apercebam de que a liberdade legítima de um povo não pode ser extinta pelo derramamento de sangue humano.
- Nós, que vigiamos todos os povos com a preocupação de um pai, afirmamos que qualquer violência e derramamento de sangue causados por alguém injustamente nunca podem ser tolerados. Pelo contrário, exortamos todas as pessoas e todas as classes da sociedade a uma paz que se baseia na justiça, liberdade e amor.